# Harry Berber
Harry Berber (* 11. Dezember 1886 in Celle; † 28. April 1972 in Berlin) war ein deutscher Schauspieler, Regisseur, Drehbuchautor und Filmproduzent.

## Leben
Berber war seit frühen Jahren der Stummfilmzeit als Darsteller aktiv, ab 1917 fand er auch Erwähnung in den Stabangaben; nach der Etablierung des Tonfilmes konnte er nur noch vergleichsweise wenige Filmrollen bekommen. Nach dem Zweiten Weltkrieg arbeitete er auch als Schauspiellehrer. Nach einer ersten Zeit von 1924 bis 1926 war Berber auch von 1950 bis Mitte der 1960er Jahre am Deutschen Theater in Berlin engagiert. Seit 1913 in der deutschen Hauptstadt tätig, hatte er auch während des Krieges dort gespielt. Zu dieser Zeit war er auch als Regisseur am Lessing-Theater aktiv.

## Theater

### Schauspieler
- 1913: Ralph Benatzky, Leopold Jacobson: Der lachende Dreibund – Regie: ? (Theater am Nollendorfplatz Berlin)
- 1914: Heinrich Reinhardt: Prinzeß (Gretl) – Regie: ? (Theater am Nollendorfplatz Berlin)
- 1914: Walter Kollo: Der Juxbaron – Regie: ? (Theater am Nollendorfplatz Berlin)
- 1916: Bjørnstjerne Bjørnson: Paul Lange und Dora Parsberg (Diener) – Regie: Carl Meinhard (Theater in der Königsgrätzer Straße Berlin)
- 1916: Frank Wedekind: Erdgeist (Hugenberg) – Regie: Rudolf Bernauer (Theater in der Königsgrätzer Straße Berlin)
- 1918: William Shakespeare: Maß für Maß (Schaum) – Regie: Ludwig Berger (Theater Volksbühne am Bülow-Platz Berlin)
- 1918: Anton Tschechow: Der Kirschgarten (Epichodow) – Regie: Friedrich Kayssler (Theater Volksbühne am Bülow-Platz Berlin)
- 1918: Carl Hauptmann: Die armseeligen Besenbinder – Regie: Paul Legband (Theater Volksbühne am Bülow-Platz Berlin)
- 1919: R. Bauer-Greeff: Der Umzug (Dichter-Vater) – Regie: Paul Legband (Theater Volksbühne am Bülow-Platz Berlin)
- 1919: Emil Gött: Der Schwarzkünstler (Junker) – Regie: Paul Legband (Theater Volksbühne am Bülow-Platz Berlin)
- 1919: August Strindberg: Luther (Die Nachtigall von Wittenberg) – Regie: Paul Legband (Theater Volksbühne am Bülow-Platz Berlin)
- 1919: Nikolai Gogol: Die Heirat (Marine-Leutnant a. D.) – Regie: Jürgen Fehling (Theater Volksbühne am Bülow-Platz Berlin)
- 1920: Friedrich Schiller: Kabale und Liebe (Kammerdiener) – Regie: Johannes Klaudius (Theater Volksbühne am Bülow-Platz Berlin)
- 1920: Adolf Glassbrenner: Eine Landpartie (Handlungsdiener Weyer) – Regie: Jürgen Fehling (Theater Volksbühne am Bülow-Platz Berlin)
- 1921: Rabindranath Tagore: Das Postamt (Dorfvorsteher) – Regie: Jürgen Fehling (Theater Volksbühne am Bülow-Platz Berlin)
- 1921: William Shakespeare: Komödie der Irrungen (Dr, Zwick) – Regie: Jürgen Fehling (Theater Volksbühne am Bülow-Platz Berlin)
- 1921: George Bernard Shaw: Kapitän Brassbounds Bekehrung (Rankin) – Regie: Jürgen Fehling (Theater Volksbühne am Bülow-Platz Berlin)
- 1921: Ferdinand Raimund: Der Bauer als Millionär (Ajaxerle) – Regie: Jürgen Fehling (Theater Volksbühne am Bülow-Platz Berlin)
- 1921: Ludwig Tieck: Der gestiefelte Kater (Leander) – Regie: Jürgen Fehling (Theater Volksbühne am Bülow-Platz Berlin)
- 1923: Gustav Wied: Eine Abrechnung – Regie: Heinz Hilpert (Theater Volksbühne am Bülow-Platz Berlin)
- 1924: Hans Müller-Schlösser: Schneider Wibbel (Schneidergeselle) – Regie: Paul Henckels (Theater Volksbühne am Bülow-Platz Berlin)
- 1924: Leonid Andrejew: König Hunger – Regie: Fritz Holl (Theater Volksbühne am Bülow-Platz Berlin)
- 1925: Carl Zuckmayer: Pankraz erwacht (Schmidt) – Regie: Heinz Hilpert (Junge Bühne im Deutschen Theater Berlin)
- 1925: Arnolt Bronnen: Die Exesse (Rölle) – Regie: Heinz Hilpert (Junge Bühne im Lessingtheater Berlin)
- 1925: Max Mohr: Der Ramper (Artist) – Regie: Paul Henckels (Deutsches Theater Berlin – Kammerspiele)
- 1925: Nikolai Gogol: Der Revisor – Regie: Martin Kerb (Deutsches Theater Berlin)
- 1926: Marieluise Fleißer: Fegefeuer in Ingolstadt – Regie: ? (Junge Bühne im Deutschen Theater Berlin)
- 1926: Maurice Donnay: Lysistrata (Theoros) – Regie: Erich Engel (Deutsches Theater Berlin – Kammerspiele)
- 1926: Israel Zangwill: Unsere Kinder (Beamish) – Regie: Paul Otto (Deutsches Theater Berlin)
- 1926: Walter Hasenclever: Mord – Regie: Erich Engel (Deutsches Theater Berlin)
- 1930: Molière: Die Schule der Frauen – Regie: Hans Deppe (Deutsches Theater Berlin – Kammerspiele)
- 1937: Otto Ernst: Flachsmann als Erzieher (Karsten Diercks) – Regie: Franz Sondinger (Theater der Jugend Berlin im Theater im Admiralspalast Berlin)
- 1937: Friedrich Schiller: Wallenstein (Kapuziner) – Regie: Paul Günther (Theater der Jugend Berlin im Theater im Admiralspalast Berlin)
- 1938: William Shakespeare: Der Widerspenstigen Zähmung (Tranio) – Regie: Paul Günther (Theater der Jugend Berlin im Theater im Admiralspalast Berlin)
- 1946: Georges Courteline: Boubouroche (Alter Herr) – Regie: ? (Renaissance-Theater Berlin)
- 1946: Ferenc Molnár: Liliom – Regie: Karlheinz Martin (Hebbel-Theater Berlin)
- 1946: Bertolt Brecht: Die Gewehre der Frau Carrar – Regie: Peter Elsholtz (Hebbel-Theater Berlin)
- 1947: George Bernard Shaw: Helden – Regie: Fred Schroer (Renaissance-Theater Berlin)
- 1948: Carl Sternheim: Die Kassette (Notar) – Regie: Falk Harnack (Deutsches Theater Berlin)
- 1948: Julius Hay: Haben (Schulmeister) – Regie: Falk Harnack (Deutsches Theater Berlin)
- 1948: Stefan Brodwin: Der Feigling (Patient) – Regie: Ernst Legal (Deutsches Theater Berlin – Kammerspiele)
- 1949: Johann Wolfgang von Goethe: Faust. Eine Tragödie (Bürger) – Regie: Wolfgang Langhoff (Deutsches Theater Berlin)
- 1949: Charles Vildrac: Der Gärtner von Samos (Senator) – Regie: Wolf Völker (Deutsches Theater Berlin – Kammerspiele)
- 1951: Adam Tarn: Ein gewöhnlicher Fall (Apotheker) – Regie: Herwart Grosse (Deutsches Theater Berlin – Kammerspiele)
- 1953: Konstantin Issajew, Alexander Galitsch: Fernamt …Bitte melden – Regie: Rudolf Wessely (Deutsches Theater Berlin – Kammerspiele)
- 1956: Maxim Gorki: Die Kleinbürger – Regie: Wolfgang Heinz, Karl Paryla (Deutsches Theater Berlin)

### Regisseur
- 1939: Joseph von Eichendorff: Der Freier (auch Rolle als Musikant) (Theater der Jugend Berlin im Theater im Admiralspalast Berlin)

## Filmografie

### Regisseur
- 1920: Knautsch und Stange
- 1920: Der Anti-Detektiv

### Drehbuchautor
- 1920: Nihil Nemo Kakadu
- 1920: Knautsch und Stange
- 1920: Der Anti-Detektiv

### Schauspieler
- 1917: Ihr Sohn
- 1917: Der Kinokönig
- 1917: Klein Doortje
- 1917: Das Siegel
- 1917: Franz Poppels Jugend
- 1918: Bob, der Universalkünstler
- 1919: Menschen in Ketten
- 1919: Die Gelbe Fratze
- 1919: Not und Verbrechen
- 1919: Die Erbin des Grafen von Monte Christo
- 1920: Maria Magdalene
- 1920: Der Abenteurer von Paris
- 1920: Der Apachenlord
- 1921: Das Medium
- 1921: Aus den Tiefen der Großstadt
- 1921: Um den Sohn
- 1921: Das Mädel von Picadilly
- 1922: Tanja, die Frau an der Kette
- 1922: Die Kartenlegerin
- 1923: Time Is Money
- 1924: Das kalte Herz
- 1924: Auf Befehl der Pompadour
- 1926: Die lachende Grille
- 1931: Schneider Wibbel
- 1931: Feind im Blut
- 1932: Der schönste Mann im Staate
- 1932: Vater geht auf Reisen
- 1932: Das Mädel vom Montparnasse
- 1933: K 1 greift ein
- 1933: Gretel zieht das große Los
- 1934: Schützenkönig wird der Felix
- 1937: Der Unwiderstehliche
- 1954: Das Backwunder